# Оболочка Мандельброта

Изображение множества, полученное трассировкой лучей

Оболочка Мандельброта — трёхмерный фрактал, аналог множества Мандельброта, созданный Дэниелом Уайтом и Полом Ниландером с использованием гиперкомплексной алгебры, основанной на сферических координатах. Назван в честь создателя фрактальной геометрии Бенуа Мандельброта.
Формула для n-й степени трёхмерного гиперкомплексного числа {\displaystyle \langle x,y,z\rangle } следующая:
{\displaystyle \langle x,y,z\rangle ^{n}=r^{n}\langle \cos(n\theta )\cos(n\phi ),\sin(n\theta )\cos(n\phi ),\sin(n\phi )\rangle ,}
где
{\displaystyle {\begin{aligned}r&={\sqrt {x^{2}+y^{2}+z^{2}}},\\\theta &=\arctan(y/x),\\\phi &=\arctan \left(z/{\sqrt {x^{2}+y^{2}}}\right)=\arcsin(z/r).\end{aligned}}}
Была использована итерация {\displaystyle z\mapsto z^{n}+c}, где z и c — трёхмерные гиперкомплексные числа, на которых операция возведения в натуральную степень выполняется так, как это указано выше.
Для n > 3 результатом является трёхмерный фрактал. Чаще всего используется восьмая степень.